# Sigfrid Karg-Elert

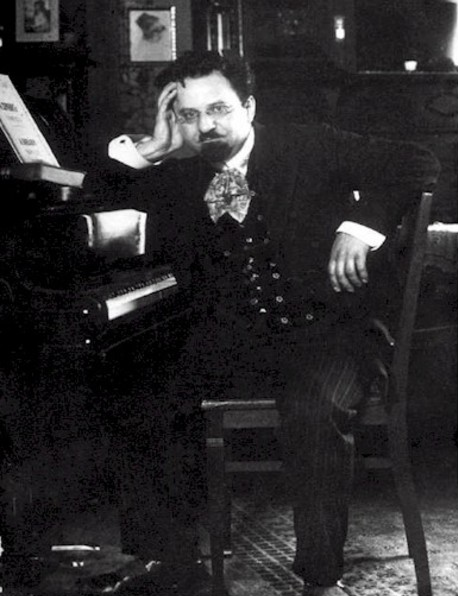
Sigfrid Karg-Elert era un hombre nacido en Obernodrf, 21 de noviembre del 1877 - Leipzig, 9 de abril del 1933, fue un compositor de música alemana, mucha gente escuchó su música, y fue un éxito...

Sigfrid Karg-Elert (Oberndorf, 21 de noviembre de 1877 - Leipzig, 9 de abril de 1933) fue un compositor de música alemán.
Estudió en el Conservatorio de Leipzig durante cinco años, y llegó a ser durante un tiempo profesor en Magdeburgo.  Se estableció en Leipzig para dedicarse exclusivamente a componer.
Sus numerosas obras, son casi todas instrumentales, concretamente para órgano y piano. Compuso también una suite para orquesta; Juegos infantiles, una leyenda sinfónica, numerosas melodías vocales, de carácter religioso y profano, doce motetes y un Requiem.
Finalmente publicó las siguientes obras:
Theoretissch-praktische Elementarschuh
Die Kunst des Registrierens
Die Harmonium-technik
- Datos: Q448286
- Multimedia: Sigfrid Karg-Elert / Q448286